# NGC 1199
NGC 1199 (również PGC 11527 lub HCG 22A) – galaktyka eliptyczna (E3), znajdująca się w gwiazdozbiorze Erydanu. Odkrył ją William Herschel 30 grudnia 1785 roku. Wraz z NGC 1189, NGC 1190, NGC 1191 i NGC 1192 należy do zwartej grupy galaktyk skatalogowanej w katalogu Hicksona jako Hickson 22 (Hickson Compact Group 22, HCG 22).